# Jan Zeegers
Jan Zeegers (Amsterdam, 28 maart 1902 - Laren, 29 november 1978) was een Nederlands atleet, die gespecialiseerd was in de middellange en lange afstand en het veldlopen. Hij was vele jaren de sterkste loper in Nederland op de 1500 m tot en met de 10.000 m. Hij verbeterde tijdens zijn sportcarrière 38 maal een Nederlands record en werd 44 maal Nederlands kampioen. Ook deed hij zevenmaal mee aan de Elfstedentocht en was hij een geoefend roeier.

## Biografie

### Olympische Spelen
In 1924 vertegenwoordigde Zeegers Nederland op de Olympische Spelen van Parijs. Op de 1500 m werd hij uitgeschakeld in de series met een vierde plaats (tijd geschat op 4.20,0). Op de 5000 m werd hij derde in zijn serie, waarmee hij zich niet voor de finale plaatste. Op de 3000 m steeplechase moest hij opgeven wegens een afzakkende broek.
Samen met zijn jongere broer en middellangeafstandsloper Guus was Zeegers eveneens present op de Olympische Spelen van Amsterdam in 1928. Beiden kwamen uit op de 1500 m, maar evenmin als zijn broer overleefde hij de series.
In 1932 werd hij niet geselecteerd voor de Spelen in Los Angeles. Hij besloot op eigen kosten af te reizen naar Los Angeles. Het NOC weigerde hem in te schrijven en in Los Angeles werd hij dan ook niet toegelaten.

### Schorsingen
Zeegers werd een aantal malen geschorst, nadat hij uiting had gegeven aan het feit dat hij zich te kort gedaan voelde. Tijdens een internationale wedstrijd tegen België werd hij boos op de juryleden, omdat hij een Nederlands record was misgelopen en zij de tijd niet voor hem hadden opgenomen. Om die reden had hij de jury uitgemaakt voor 'smeerlappen' en werd hij voor een jaar op non-actief gezet wegens 'zeer onwelgevoeglijk optreden'.
Ook kreeg hij het in 1926 aan de stok met KNAU-voorzitter Strengholt. Wegens een kleinigheid gaf Zeegers Strengholt, die zich nog met een aktetas probeerde te verweren, een draai om de oren. De bond schorste Zeegers voor drie jaar, hetgeen later werd omgezet in een schorsing voor een jaar. Jaren later stuurde de KNAU bloemen voor zijn huwelijk. Zeegers waardeerde dit niet en stuurde de bloemen terug. Uiteindelijk is deze zaak toch bijgelegd, na meer dan veertig jaar schudden deze kemphanen elkaar de hand.

### Betekenis
Voor de atletiek in Nederland is Zeegers van groot belang geweest. Adriaan Paulen dacht daar anders over. Hij schreef in 1930 over hem: 'Zeegers is een atleet zonder aanleg, hij zal nooit beter worden.' Na die uitspraak verbeterde Zeegers nog achttien Nederlandse records en veroverde hij zeventien nationale titels. In datzelfde jaar schreef een journalist dat Zeegers op zijn laatste spikes liep. Acht jaar later werd Zeegers op 36-jarige leeftijd nogmaals kampioen van Nederland op de 5000 m. De journalist kreeg de afgesleten spikes thuis gestuurd.
Als het Zeegers herhaaldelijk niet lukte om op de baan een record te verbeteren, dan probeerden de Amsterdammers het in de bestuurskamer te regelen. In 1934 vroeg de Amsterdamse Atletiek-Unie om het schrappen van het record op de vijf kilometer. Dit record was in 1909 gelopen door de uit Apeldoorn afkomstige J.C. Busser. De Amsterdammers voerden aan dat als Zeegers het record niet kon breken, Busser ongetwijfeld een ronde te weinig had gelopen.

## Nederlandse kampioenschappen
| Onderdeel               | Jaar                                                                         |
| ----------------------- | ---------------------------------------------------------------------------- |
| 1500 m                  | 1922, 1924, 1925, 1926, 1927, 1928, 1929, 1930, 1931, 1932, 1933             |
| 5000 m                  | 1922, 1923, 1924, 1925, 1926, 1927, 1928, 1929, 1930, 1931, 1932, 1933, 1938 |
| 10.000 m                | 1930, 1931, 1933, 1937, 1938                                                 |
| veldlopen               | 1923, 1924, 1925, 1927, 1928, 1929, 1930, 1931, 1932, 1933, 1936, 1937, 1938 |
| veldlopen (korte cross) | 1937, 1938                                                                   |

## Palmares

### 1500 m
- 1922:  NK - 4.41,1[4]
- 1924:  NK - 4.32,5
- 1925:  NK - 4.16,0
- 1926:  NK - 4.13,8
- 1927:  NK - 4.17,6
- 1928:  NK - 4.24,2
- 1929:  NK - 4.11,6
- 1930:  NK - 4.11,2
- 1931:  NK - 4.12,0
- 1932:  NK - 4.12,2
- 1933:  NK - 4.11,2

### 5000 m
- 1922:  NK - 16.50,2[4]
- 1923:  NK - 16.51,8
- 1924:  NK - 16.28,4
- 1925:  NK - 16.25,6
- 1926:  NK - 16.40,0
- 1927:  NK - 16.11,0
- 1928:  NK - 15.51,7
- 1929:  NK - 15.41,2
- 1930:  NK - 16.17.9
- 1931:  NK - g.t.
- 1932:  NK - 15.45,6
- 1933:  NK - 15.56,8
- 1938:  NK - 15.56,5

### 10.000 m
- 1930:  NK - 35.09,3
- 1931:  NK - 33.10,0
- 1933:  NK - 33.47,3
- 1937:  NK - 33.29,8
- 1938:  NK - 34.12,0

### veldlopen
- 1923:  NK - 12.41,8
- 1924:  NK - 35.34,2
- 1925:  NK - 35.10,1
- 1927:  NK - 33.21,2
- 1928:  NK - 34.00,0
- 1929:  NK - 33.53,6
- 1930:  NK - 39.13,0
- 1931:  NK - 37.24,1
- 1932:  NK - 36.22,1
- 1933:  NK - 33.47,0
- 1936:  NK - 36.49,0
- 1937:  NK 10 km - 33.19,8
- 1938:  NK 10 km - 38.08,6

### veldlopen (korte cross)
- 1937:  NK 5 km - 16.50,9
- 1938:  NK 5 km - 16.38,7